# Горуна, Станислав Николаевич
Станислав Николаевич Горуна (укр. Станіслав Миколайович Горуна; род. 1 марта 1989, Львов) — украинский каратист, выступающий в категории кумитэ до 75 кг. Бронзовый призёр Олимпийских игр 2020 года, 8-кратный призёр чемпионата Европы, бронзовый призёр чемпионата мира 2014 года, трёхкратный победитель серии турниров Премьер-лиги К1 (2013, 2014, 2017), шестикратный чемпион Украины по карате. Чемпион Европейских игр 2019 и Всемирных игр 2019.
Заслуженный мастер спорта международного класса.

## Биография
Родился 1 марта 1989 года во Львове в семье бизнесменов. Учился во Львовской средней школе № 53 с углублённым изучением английского языка (с 2007 года — гимназия «Престиж» с углублённым изучением иностранных языков). В 2011 году закончил юридический факультет Львовского национального университета имени Ивана Франко по специальности юриспруденция.
С ранних лет Станислав посещал занятия по тхэквондо, а в 13 лет побывал на занятиях карате у Антона Никулина, после чего полностью посвятил себя этому виду единоборств. Вскоре и его младший брат Ярослав начал заниматься во Львовском клубе спортивного карате «Союз» и стал чемпионом Украины по карате в категории до 84 кг.

## Карьера
В 2012 году на чемпионате мира в Париже занял тринадцатое место в индивидуальном первенстве.
Станислав Горуна стал первым украинским каратистом, завоевавшим медаль на чемпионате мира среди взрослых. Он стал бронзовым призёром в 2014 году в Бремене. Неоднозначное судейство в бою Станислава с японцем Тани Рюити за выход в финал вызвало дискуссию: сначала победителем поединка был назван Станислав Горуна, но судейская коллегия затем изменило решение и объявило победителем японца.
Станислав возглавлял рейтинг серии соревнований K1 Premier League и трижды (в 2013, 2014 и 2017 годах) становился победителем (Grand Winner) Премьер-лиги. Серьёзная травма колена в 2015 году вынудила его прекратить тренировки и, соответственно, участвовать в соревнованиях. В 2017 году вернулся на K1 Premier League Paris Open 2017 Станислав и занял первое место.
На чемпионатах мира 2014 и 2016 годов Горуна не сумел повторить медальный успех, став в личных соревнованиях 15-м и 22-м, соответственно.
В 2021 году Станислав Горуна стал бронзовым призёром летних Олимпийских игр в Токио в категории до 75 килограммов. В групповом этапе он победил японца Кэна Нисимуру и американца Томаса Скотта, уступил египтянину Абдалле Абдельазизу и провёл ничейный поединок с венгром Каролем Харшпатаки, в полуфинале уступил итальянцу Луиджи Бузе.